# Stazione di Molin Nuovo
La stazione di Molin Nuovo è stata una stazione ferroviaria posta lungo la ex linea ferroviaria a scartamento ridotto Arezzo-Fossato di Vico chiusa nel 22 maggio 1945 a causa dei bombardamenti della Seconda guerra mondiale; era a servizio della frazione aretina di Molin Nuovo.